# Hemiodontidae
Las julillas, sardinas (en Ecuador) o sardinas de río (en Argentina) son la familia Hemiodontidae de peces de río incluida en el orden Characiformes, distribuidos exclusivamente por ríos de Sudamérica. Su nombre procede del griego: hemi (media) + odous (dientes).
Tienen la boca situada en posición inferior en varios grados; la mandíbula es pequeña y sin dientes en la mayoría de las especies.

## Géneros y especies
Existen 29 especies agrupadas en 5 géneros:
- Género Anodus (Agassiz en Spix y Agassiz, 1829)
  - Anodus elongatus (Agassiz, 1829) - Julilla o Sardina
  - Anodus orinocensis (Steindachner, 1887)
- Género Argonectes (Böhlke y Myers, 1956)
  - Argonectes longiceps (Kner, 1858)
  - Argonectes robertsi (Langeani, 1999)
- Género Bivibranchia (Eigenmann, 1912)
  - Bivibranchia bimaculata (Vari, 1985)
  - Bivibranchia fowleri (Steindachner, 1908) - Julilla
  - Bivibranchia notata (Vari y Goulding, 1985)
  - Bivibranchia simulata (Géry, Planquette y Le Bail, 1991)
  - Bivibranchia velox (Eigenmann y Myers, 1927)
- Género Hemiodus (Müller, 1842)
  - Hemiodus amazonum (Humboldt, 1821) - Julilla
  - Hemiodus argenteus (Pellegrin, 1909)
  - Hemiodus atranalis (Fowler, 1940) - Julilla
  - Hemiodus goeldii (Steindachner, 1908)
  - Hemiodus gracilis (Günther, 1864) - Julilla
  - Hemiodus huraulti (Géry, 1964)
  - Hemiodus immaculatus (Kner, 1858)
  - Hemiodus jatuarana (Langeani, 2004)
  - Hemiodus microlepis (Kner, 1858) - Julilla o Sardina
  - Hemiodus orthonops (Eigenmann y Kennedy, 1903) - Sardina de río
  - Hemiodus parnaguae (Eigenmann y Henn, 1916)
  - Hemiodus quadrimaculatus (Pellegrin, 1909)
  - Hemiodus semitaeniatus (Kner, 1858)
  - Hemiodus sterni (Géry, 1964)
  - Hemiodus ternetzi (Myers, 1927)
  - Hemiodus thayeria (Böhlke, 1955)
  - Hemiodus tocantinensis (Langeani, 1999)
  - Hemiodus unimaculatus (Bloch, 1794) - Sardina
  - Hemiodus vorderwinkleri (Géry, 1964)
- Género Micromischodus (Roberts, 1971)
  - Micromischodus sugillatus (Roberts, 1971)